# Trissjolle

Trissjolle, byggnadsritning 1959.

Trissjolle är en allroundbetonad tvåmansjolle, ursprungligen tillverkad av ABC-fabrikerna i Kungälv. Används till segling men kan förses med åror och utombordsmotor, där av också namnet "Triss". Trissjollen byggs i glasfiberarmerad plast sedan 1959, då den ritades av Per Brohäll.

## Modellversioner
Trissjollen har gjorts i sex olika modellversioner. Här följer en lista med information om dem.
Typ 1

Typ ett förekommer med segelnummer 4 till och med cirka 650, och tillverkades mellan 1958 och 1964.
Typ 1 hade ett glasfiberskrov med några förstyvningar i botten, en svallbrytare och ett trädäck.
Typ 2

Cirka 1850 båtar tillverkades av typ 2 mellan 1964 och 1969 med segelnummer från ca. 650 och upp till 2499.
Typ 2 är en vidareutveckling som är byggd helt i glasfiber undantaget tofter och rigg.
Typ 3

Detta är den mest förekommande versionen av trissjollen. Den tillverkades mellan 1969 och 1972 i cirka 1500 exemplar med segelnummer 2500 till 3999. Typ 3 har trämast och ett stort innerskrov där relingen är väl avpassad som sittplats.
Typ 4

Cirka 2900 stycken byggdes under perioden 1972-1979.
Typ 5

Typ 5 utvecklades av Stefan Johansson och har segelnummer 7022 och uppåt.
Typ 6

Typ 6 utvecklades av Magnus Olsson på PemoNova AB och produceras av detta företag från 2010. Båtarna har segelnummer 7045 och uppåt.

## Licenstillverkning
I Norge tillverkades Trissjollen av Fjord Plast i Arendal och marknadsfördes under namnet Gresvig-jolle (G-jolle).